# Борис Годунов (фильм-опера, 1989)
«Борис Годунов» — фильм-опера 1989 года польского режиссёра Анджея Жулавского. За основу была взята вторая редакция оперы, созданная Модестом Мусоргским в 1872 году. Роль Бориса исполнил Руджеро Раймонди, Роль Григория исполнил Вячеслав Полозов, дирижёр — Мстислав Ростропович.

## История создания
Изначально режиссёром фильма был Анджей Вайда, но после того как он отказался от работы над проектом, режиссёрское кресло занял Анджей Жулавский. Запись оперы для фильма была сделана Мстиславом Ростроповичем совместно с вашингтонским Национальным симфоническим оркестром в 1987 году, главные вокальные партии исполнили Руджеро Раймонди, Галина Вишневская, Вячеслав Полозов. Съёмки картины проводились во Франции.

## В ролях
| Персонаж          | Актёр              | Исполнитель партии |
| ----------------- | ------------------ | ------------------ |
| Борис Годунов     | Руджеро Раймонди   | Руджеро Раймонди   |
| Марина Мнишек     | Дельфин Форе       | Галина Вишневская  |
| Григорий Отрепьев | Павел Слабый       | Вячеслав Полозов   |
| Пимен             | Бернар Лефор       | Пол Плишка         |
| Юродивый          | Павел Слабый       | Николай Гедда      |
| Варлаам           | Ромуальд Тесарович | Ромуальд Тесарович |
| Василий Шуйский   | Кеннет Ригел       | Кеннет Ригел       |
| Фёдор             | Урош Александрич   | Мэтью Фиш          |

## Содержание
Сюжет фильма почти полностью повторяет сюжет оперы, однако режиссёр изменил последовательность некоторых сцен и дал событиям иную трактовку, так, в частности, в фильме присутствует эпизод, в котором хозяйка трактира соблазняет монаха (Григория Отрепьева), несколько раз в кадре появляется обнажённая Марина Мнишек. Исходя из своей концепции понимания оперы, Жулавский хотел, чтобы Борис по сюжету был не только убийцей  царевича Дмитрия, но и любовником своей дочери Ксении, однако по требованию продюсеров от этой идеи режиссёру пришлось отказаться.
Москва, 1598 год. Царь Фёдор скончался, не оставив наследника, на трон вступает его шурин Борис Годунов, которого мучат сомнения и страхи.
Проходит несколько лет. В келье Чудова монастыря летописец Пимен рассказывает молодому иноку Григорию Отрепьеву, что царь Борис Годунов виновен в смерти законного наследника царевича Дмитрия. В голове молодого человека рождается дерзкий план: он назовётся Дмитрием и, сместив Бориса, захватит российский престол. В тот же день Отрепьев бежит из монастыря. Спустя некоторое время он оказывается в трактире, расположенном на литовской границе. Туда же забрели беглые монахи Варлаам и Мисаил. Гости с радостью принимают предложенные хозяйкой напитки, пьют и веселятся. Вскоре в корчму приходят приставы, которые ищут Отрепьева. Григория узнают, но ему вновь удается скрыться.
В Москве разносится слух о появлении самозванца. Борис Годунов видит в этом кару за совершённое им когда-то убийство. Он пытается узнать у Василия Шуйского подробности о «выжившем царевиче». Григорий сближается с семейством Мнишеков; Марине удается уговорить Отрепьева встать во главе войска и пойти на Москву.
Войско Лжедмитрия подходит к Москве, однако Борис не предпринимает никаких действий, чтобы сохранить престол. Ему везде чудится призрак убитого царского сына. В ещё большее смятение его приводит разговор с Юродивым, который прямо обвиняет Годунова в совершённом злодеянии. Василий Шуйский приводит во дворец Пимена, который рассказывает о чудесном исцелении слепого, молившегося над могилкой царевича Дмитрия. Не в силах справиться с муками совести, Борис, благословив своего сына Фёдора на царство, умирает.
Самозванец занимает Москву, и его провозглашают царём.

## Критика
Фильм был неприязненно встречен критикой и получил отрицательные отзывы, что стало одной из причин провала в прокате. Режиссёра обвиняли в русофобских настроениях, заведомом искажении исторических фактов,а также в неуважении к русской национальной культуре. Дирижёр Мстислав Ростропович подал на Жулавского в суд, обвинив в оскорблении русской души. Режиссёр прокомментировал обвинения следующим образом:

 В «Андрее Рублёве» есть одна прекрасная сцена, когда в церковь входит дурочка, видит фрески и писает под себя. И я, в духе этой сцены, сделал такую же в «Борисе Годунове». Там у меня есть юродивый, он крестится на церковь, молится и тоже писает в ведро — он ходит с ведром, как в либретто оперы. И представьте себе, что Ростропович возмутился, услышав в фильме этот звук, — как юродивый мочится в ведро! А там этого звука не было! Ничего вообще не видно, только можно догадаться. И он обвинил меня   в   суде   в   оскорблении   русской   души. — Анджей Жулавский 
.
Несмотря на авторитет и большую популярность Ростроповича, судебное дело было выиграно Жулавским. Ростропович попросил включить в титры замечание о том, что он не несёт никакой ответственности за сцены, которые режиссёр по своему желанию добавил.